# Принс-Альфред-Хамлет
Принс-Альфред-Хамлет (африк. и англ. Prince Alfred Hamlet) — небольшой город на юго-западе Южно-Африканской Республики, на территории Западно-Капской провинции. Входит в состав района Кейп-Вайнлендс. Является частью местного муниципалитета Виценберх.

## История
Поселение, из которого позднее вырос город, было основано в 1861 году. В 1910 году Принс-Альфред-Хамлет получил статус муниципалитета Название города связано с именем принца Альфреда, второго сына королевы Виктории.

## Географическое положение
Город расположен в западной части провинции, на левом берегу реки Вагенбомс-Рифир, восточнее горного хребта Скюрвеберге, на расстоянии приблизительно 99 километров (по прямой) к северо-востоку от Кейптауна, административного центра провинции. Абсолютная высота — 513 метров над уровнем моря.

## Климат
Климат города субтропический средиземноморский. Среднегодовое количество осадков — 614 мм. Наибольшее количество осадков выпадает в период с апреля по октябрь. Средний максимум температуры воздуха варьируется от 14,7 °C (в июле), до 27,9 °C (в феврале). Самым холодным месяцем в году является июль. Средняя минимальная ночная температура для этого месяца составляет 3,5 °C.

## Население
По данным официальной переписи 2001 года, население составляло 3784 человека, из которых мужчины составляли 46,83 %, женщины — соответственно 53,17 %. В расовом отношении цветные составляли 75,77 % от населения города, белые — 21,56 %, негры — 2,7 %. Наиболее распространёнными среди горожан языками были: африкаанс (97,46 %), коса (1,43 %), английский (0,79 %).

Согласно данным, полученным в ходе проведения официальной переписи 2011 года, в Принс-Альфред-Хамлете проживало 6810 человек, из которых мужчины составляли 49,5 %, женщины — соответственно 50,5 %. В расовом отношении цветные составляли 72,44 % от населения города, негры — 13,45 %; белые — 13,01 %; азиаты (в том числе индийцы) — 0,07 %, представители других рас — 1,01 %. Наиболее распространёнными среди жителей города языками являлись: африкаанс (86,77 %), коса (6,58 %), сесото (3,83 %), английский (1,66 %) и тсвана (0,56 %).

## Транспорт
Через город проходит региональное шоссе R303. Имеется железнодорожная станция.